# Unione Libera dei Lavoratori di Germania
L'associazione libera dei sindacati tedeschi (tedesco: Freie Vereinigung deutscher Gewerkschaften), abbreviato in FVdG, è stata una federazione sindacale prima della Germania Imperiale e in seguito della Repubblica di Weimar.
È stata fondata nel 1897 ad Halle come organizzazione "ombrello" del movimento operaio tedesco. I localisti rifiutarono la centralizzazione del movimento del lavoro dopo il tramonto delle leggi antisocialiste nel 1890 e preferivano le strutture democratiche di base. La mancanza di un unico codice di sciopero presto ha portato a conflitti all'interno dell'organizzazione. Sono stati testati diversi modi di fornire un sostegno finanziario agli scioperi prima che nel 1903 venisse concordato un sistema di solidarietà volontaria, nello stesso anno in cui è stato adottato il nome Free Association of German Trade Unions.
Negli anni successivi alla sua formazione, il FVdG ha iniziato ad adottare posizioni sempre più radicali. Durante il dibattito del movimento socialista tedesco sull'uso di scioperi di massa, il FVdG ha avanzato l'opinione secondo cui lo sciopero generale deve essere un'arma nelle mani della classe operaia. La federazione credeva che lo sciopero di massa fosse l'ultimo passo prima di una rivoluzione socialista e diventasse sempre più critica per l'azione parlamentare. Le controversie con il movimento sindacale principale hanno portato finalmente alla espulsione dei membri del FVdG dal Partito socialdemocratico di Germania (SPD) nel 1908 e alla completa dissoluzione delle relazioni tra le due organizzazioni.
Le posizioni anarchiche e specialmente sindacalistiche divennero sempre più popolari all'interno del FVdG. Durante la prima guerra mondiale, il FVdG ha respinto la cooperazione tra la SPD e la classe lavoratrice con lo Stato tedesco conosciuto come il Burgfrieden, ma non è riuscito a organizzare una significativa resistenza o continuare le sue attività regolarmente durante la guerra.

## Fondazione
Il congresso del 1897 tenutosi ad Halle, era inizialmente previsto per un anno prima, ma in mancanza di un forte interesse il congresso fu rinviato. Nel congresso erano presenti 37 delegati che rappresentavano 6.803 membri sindacali. Quasi due terzi dei delegati provenivano da Berlino o Halle. Quasi la metà dei delegati ha lavorato nel settore edilizio, mentre 14 delegati provengono da professioni altamente specializzate. Il Congresso ha deciso di istituire una Business Commission di cinque persone a Berlino per organizzare azioni politiche, aiutare la comunicazione tra organizzazioni locali e aumentare il sostegno finanziario per gli scioperi. Fritz Kater divenne il presidente della commissione. È venne fondato un giornale, Solidarität (Solidarietà), ma il nome venne cambiato l'anno successivo in Die Einigkeit (L'unità). Inizialmente venne pubblicato ogni due settimane, in seguito pubblicato ogni settimana a partire dal 1898.

## Rivoluzione di Novembre
Alcuni sostengono che il FVdG abbia influenzato gli scioperi dell'industria degli armamenti già da febbraio o marzo 1918, ma l'organizzazione non è stata ristabilizzata a livello nazionale fino al dicembre 1918. Il 14 dicembre Fritz Kater ha iniziato a pubblicare Der Syndikalist (Il Sindicalista) a Berlino, in sostituzione di Die Einigkeit (L'unità). Il 26 e 27 dicembre si è svolta a Berlino una conferenza organizzata da Kater con la partecipazione di 33 delegati provenienti da 43 sindacati locali. I delegati si confrontarono sui tempi difficili derivanti dalla guerra e notavano con orgoglio che il FVdG era l'unico sindacato che non aveva bisogno di adeguare il suo programma alle nuove condizioni politiche derivanti dalla guerra, perché era rimasto fedele ai suoi principi antistatalisti e internazionalisti. I delegati hanno ribadito il loro rifiuto del parlamentarismo e hanno rifiutato di partecipare all'Assemblea Nazionale.
Nella primavera del 1919, Karl Roche scrisse una nuova piattaforma per il FVdG intitolato "Woollen die Syndikalisten? ("Che cosa vogliono i sindacalisti? Il programma, gli obiettivi e i mezzi dell 'Unione Libera dei Lavoratori Tedeschi'"). Oltre a ribadire idee e slogan pre-guerra, ha ulteriormente criticato la partecipazione alla democrazia elettorale, affermando che questa è una lotta di classe. La piattaforma ha anche richiesto l'istituzione della dittatura del proletariato, una posizione che è stata progettata per raggiungere il Partito Comunista di nuova costituzione (KPD) e i comunisti internazionali della Germania.